# Вятське намісництво
Вя́тське намі́сництво (рос. Вятское наместничество) — адміністративно-територіальна одиниця в Російській імперії в 1780–1796. Адміністративний центр — Вятка.
Створене в 1780 на основі Вятської провінції Казанської губернії. Складалося з 13 повітів. 31 грудня 1796 перетворене на Вятську губернію.

## Повіти
1. Вятський (Вятка)
2. Глазівський (Глазов)
3. Єлабузький (Єлабуга)
4. Кайський (Кай)
5. Котельницький (Котельнич)
6. Малмизький (Малмиж)
7. Нолинський (Нолинськ)
8. Орловський (Орлов)
9. Сарапульський (Сарапул)
10. Слобідський (Слободський)
11. Уржумський (Уржум)
12. Царьовосанчурський (Царьовосанчурськ[ru])
13. Яранський (Яранськ)

## Карти

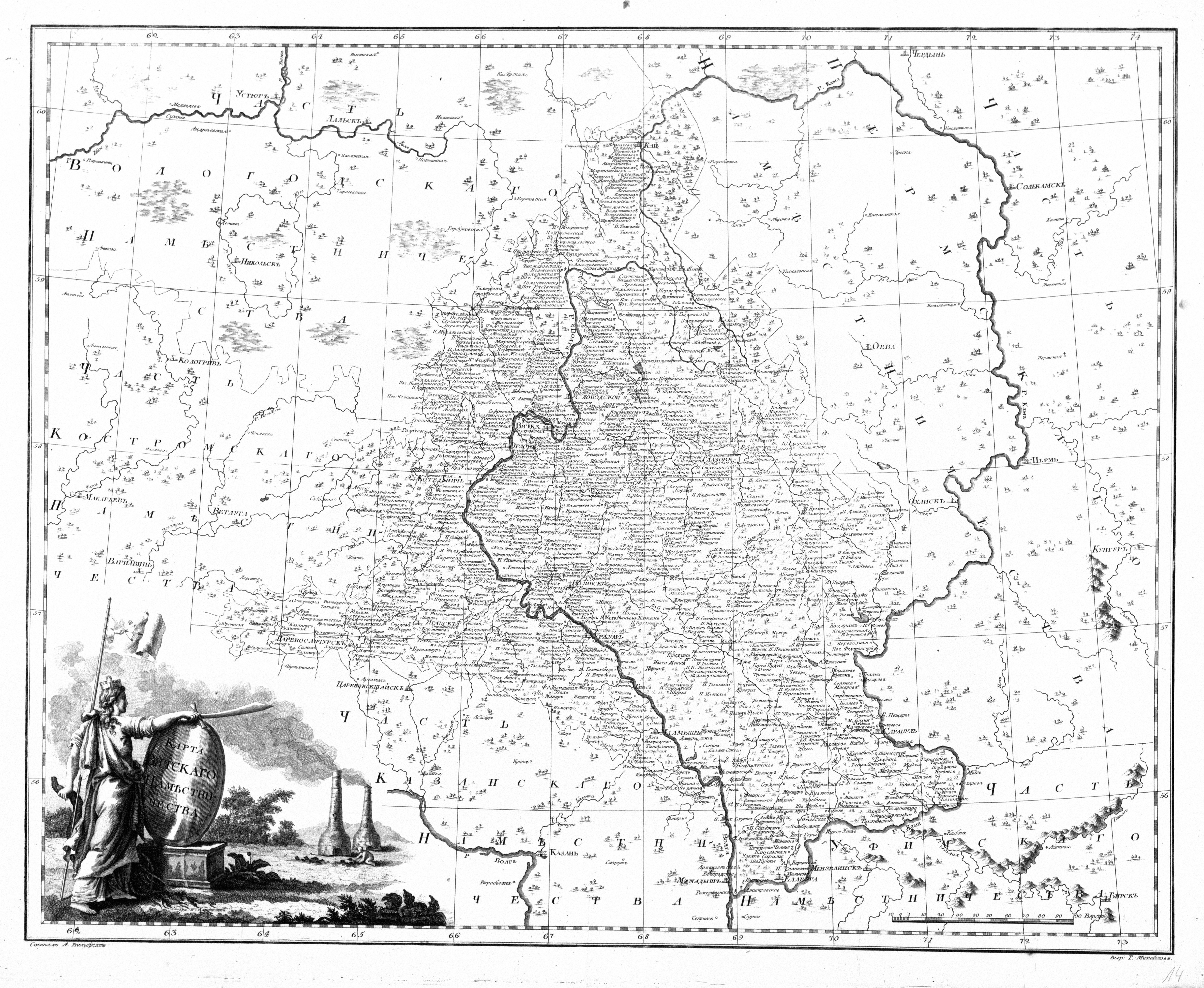
Російський атлас 1792
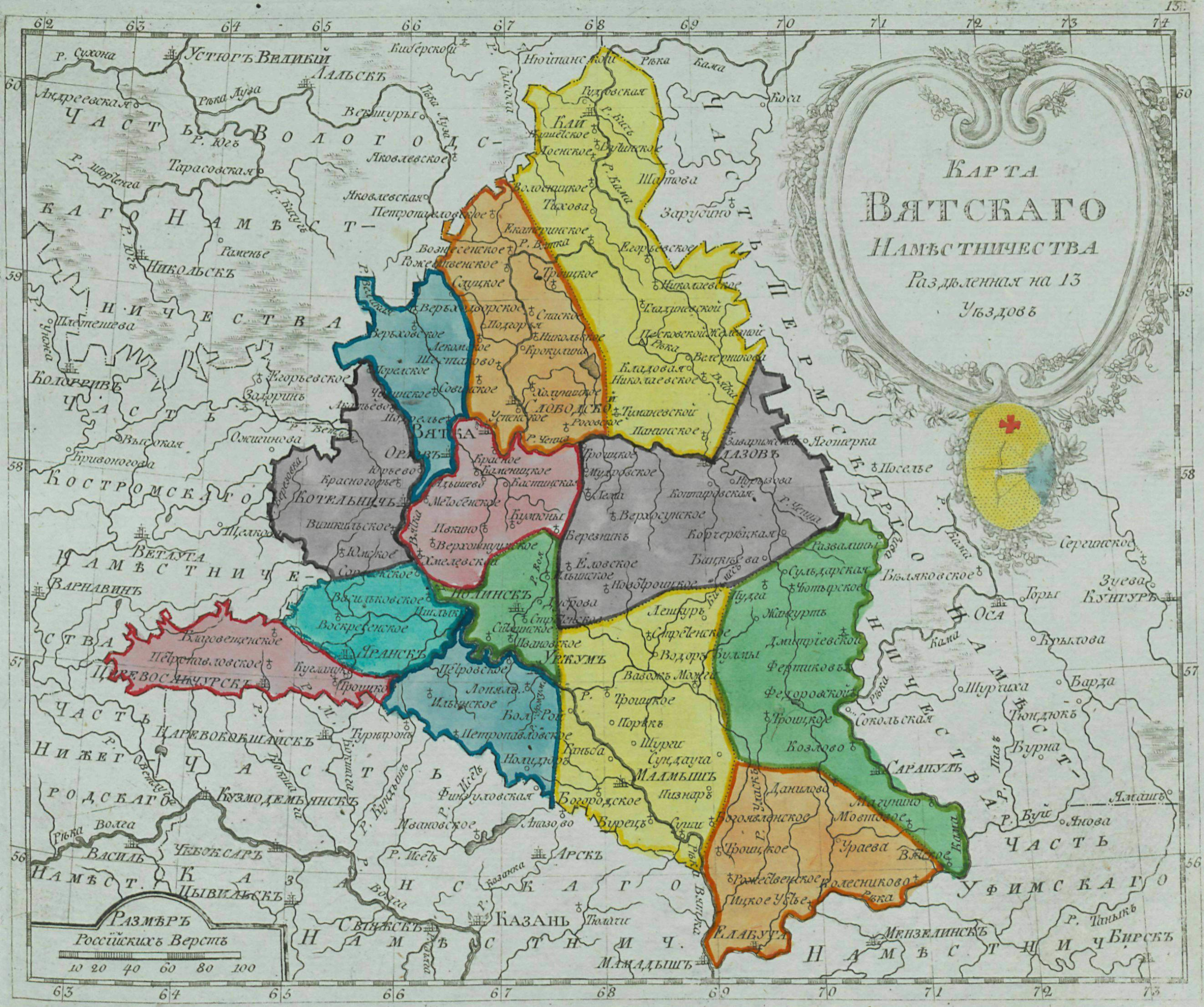
Атлас Російської імперії 1792
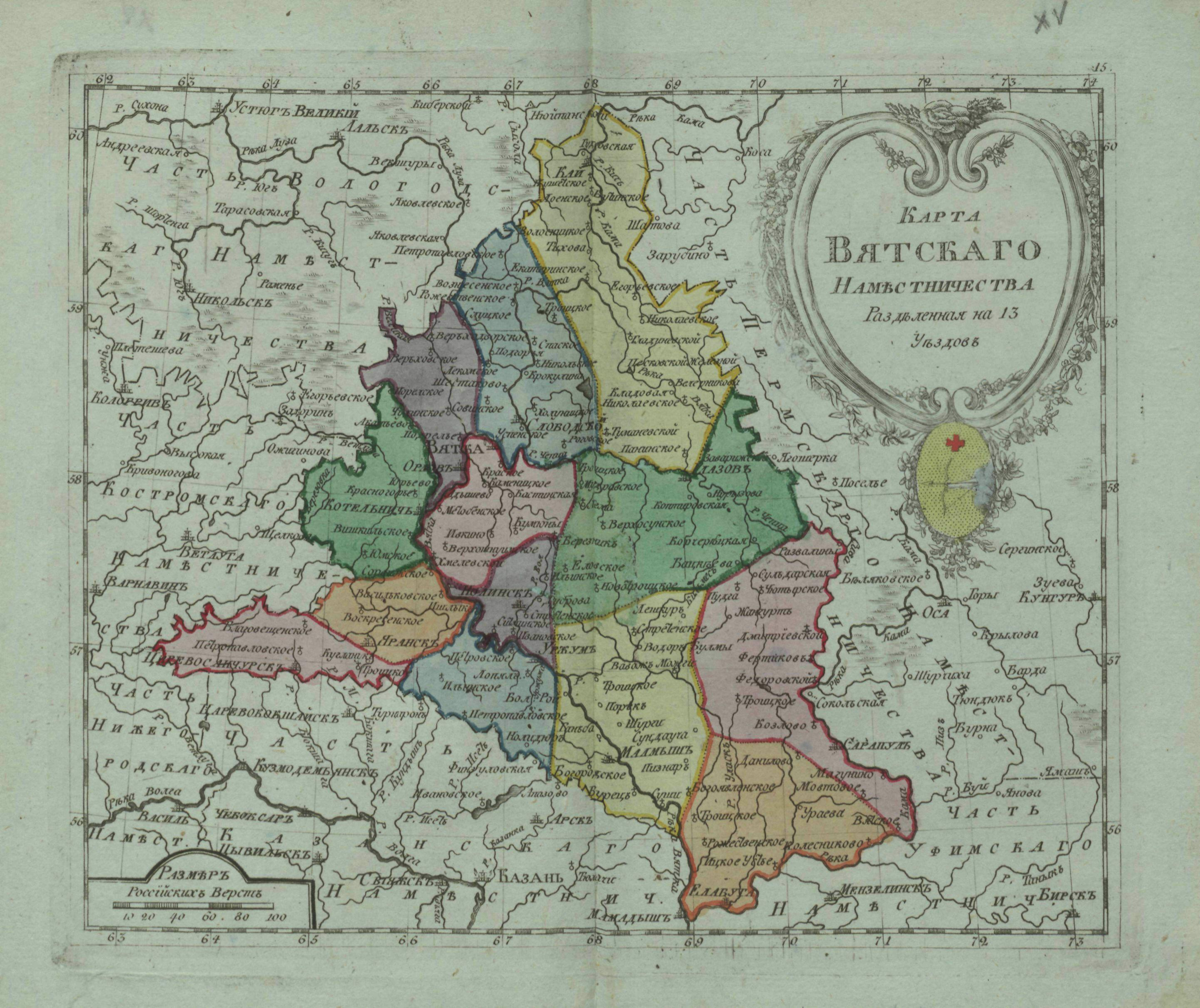
Атлас Російської імперії 1796